# Foeni
Foeni es una comuna ubicada en el distrito de Timiș, Rumania.

## Superficie
Posee una superficie de 64,06 kilómetros cuadrados.

## Demografía
Hasta 2021 la población era de 1500 habitantes, con una densidad de población de 23,42 habitantes por kilómetro cuadrado.